# Quercus ajoensis
Quercus ajoensis är en bokväxtart som beskrevs av Cornelius Herman Müller. Quercus ajoensis ingår i släktet ekar, och familjen bokväxter. Inga underarter finns listade.